# Levelet kaptam, lájf
A Levelet kaptam, lájf az 1980-as évek második felében elterjedt magyar szállóige (mém), amely az Opus osztrák együttes 1985-ben megjelent, Live Is Life című slágerének egy sorának félreértéséből ered.

## Könnyűzene
A rendszerváltás előtti években és az 1990-es évtizedben Magyarországon kevésbé volt elterjedt az angol nyelv ismerete, a külföldi popzene viszont már nagy népszerűségnek örvendett. Mivel a (többnyire angol) szövegeket nem értették, az emberek időnként halandzsa-szöveggel énekelték a dalokat (például a Modern Talking You’re My Heart, You’re My Soul elterjedt címe volt a „jomaha jomaszo”, vagy a Status Quo „in the army now” sorából ferdített „jamina”, esetleg Stevie Wonder I Just Called to Say I Love You című dalát többször csak „Ádzseszkó”-ként emlegették, a refrén első sorának félreértése miatt), ritkábban pedig magyar szavakat értettek bele az angol szövegekbe. Számos ilyen véletlenül vagy többé-kevésbé szándékosan félreértett dalszövegsor terjedt el, köztük a „Szentmihályon presszó lesz” (Sending out an SOS, a The Police Message in the Bottle dalának egy sora), a „Húzz be” (Who's bad, Michael Jackson Bad című dalának refrénje) vagy az „Ásót visz a Laci” (Kylie Minogue: I Should Be So Lucky), esetleg a „Van még brikett” (Eruption – One Way Ticket), a „Richard, touch me” (Depeche Mode – Personal Jesus), „A nagymamát szétvágjuk” (George Harrison – I've Got My Mind Set On You), a „Derrick, Derrick úr” (Boney M. – Daddy Cool) vagy az „In the lédi” (Village People – In the Navy), „Kérsz taslit?” (MC Hammer - U can't Touch This (1990)).
Néha a refrén nehezebben megjegyezhető sorait helyettesítették be olyan értelmes magyar szöveggel, ami rímelt a könnyen megjegyezhető sorra (a Modern Talking Cheri Cheri Lady című népszerű slágeréből lett például a „Seri seri lédi, takarító néni / De nehéz a munka! / Hol a vécépumpa?”) Akkoriban is akadtak az énekesek (például: az Ottawan diszkóduó Hands Up című slágerének Kovács Kati által "Hol vagy Józsi?" címmel előadott dala) mellett humoristák és paródia-zenekarok, akik az effajta tréfás félreértésekre még rá is játszottak, így az idézett sorok a Voga–Turnovszky-duó előadásában például így hangzottak el: „Seri, seri lédi / Takarító néni / Hol a vécépumpa? / Mittudomén!”, ezen felül a fent említett „Derrick urat” az Irigy Hónaljmirigy, a „Kérsz taslit?” pedig a Zuboly együttes is elsütötte, a félrehallás-átköltések után bő egy évtizeddel, a 2000-es években.
A legnépszerűbb azonban kétségkívül a Levelet kaptam, lájf volt, amelynek félreértett sorának eredeti szövegéről évtizedekkel később is vitatkoztak az internetes fóreumokon és a közösségi platformokon az 1980-as évek gyermekei. Születtek olyan magyarázatok, hogy az eredeti szöveg „let us all talk 'bout life” volt, de az is felmerült, hogy az együttes tagjai Magyarországon hallották a „levelet kaptam” kifejezést, megtetszett nekik a hangzása és jól hangzó halandzsaként beépítették a dalba. Az együttes honlapján a dalszöveg rovatban azonban az angolul is halandzsa labadab dab dab live szerepel. Az interneten tehát több évtizedes rejtélyre derült fény.
A nyelvtudás hiányából fakadó vicces jelenségek azonban továbbra is léteznek, és halandzsa dalszövegek mai napig népszerűségre tesznek szert, a 2010-es Megasztárból ismert bikicsunáj (a tehetségkutató egyik jelentkezője rossz angolsággal adta elő az Alphaville Big in Japan című slágerét), vagy éppen a 2012-es „Szívós szemű Márta”, amely Michel Teló akkori legismertebb slágerének (Ai Se Eu Te Pego) refrénje félrehallásából származik. Szándékos félremagyarázás a finnugor nyelvrokonságot kifigurázó videó, ami a Nightwish Kuolema Tekee Taiteilijan című dalához hasonló hangzású magyar szavakból összeállított szöveget feliratoz (kirjettä kirjoitan – „Kérjetek király új tált”; lapseni minua luulee – „Lapszemlén Nino, a ló lesz”;  tuntenut – „túl telt nyúl”), humoros hatást keltve.

### Paksi Endre és az Ossian
A dalszövegferdítés különleges esete volt az Ossian debreceni koncertje 2000-ben. Az együttes énekese, Paksi Endre gyógyszerre fogyasztott alkohol hatása alatt lépett színpadra, és valamennyi eljátszott dal szövegét elhibázta, nem egyszer értelmetlen kifejezésekkel. A koncertről készült felvétel mémmé vált a rockrajongók körében, a daloknak a halandzsaszövegek alapján adtak címeket, mint például „Repatarurgyán”, „Márhívó”, „A más villogány”, „Mire átvirradulok” vagy a „Szemszélű lány”.

## Rajzfilm
Időnként előfordulhatnak ilyen esetek magyar dalszövegekkel is. A Micimackó legújabb kalandjai rajzfilmsorozat főcímdalában például sokan nehezen értették a „Mackó, s ti, többi fickó” sort, ebből keletkezett az értelmetlen „stitövi fickó” ferdítés. Hasonló eredetű még Weöres Sándor "A tündér" című versének jól ismert fiktív szereplője, „Szárnyati Géza malac” is.
A Balu kapitány kalandjai rajzfilmsorozat eredeti főcímdalát (TaleSpin, kb. TélSzpin), mivel szótagszámra nem egyezik meg a magyar címével, a főcímdalban nem fordították le. Így aztán a legtöbben „Ez mind”, „Kezdi” vagy egyéb sületlenséget mondanak helyette.

## Nyelvújítás
A magyar nyelvújítás korában is előfordult ilyen eset. Például szintén félrehallás által Svédország fővárosának, Stockholmnak a magyar neve Istókhalma lett, míg Koppenhága a Kappanhágó nevet kapta.[forrás?]

## Lásd még
- Soramimi
- Mondegreen
- Előfeszítés (pszichológia)
- Bikicsunáj
- homofónia